# Centrorhynchus teres
Centrorhynchus teres är en hakmaskart som först beskrevs av Westrumb 1821.  Centrorhynchus teres ingår i släktet Centrorhynchus och familjen Centrorhynchidae. Inga underarter finns listade i Catalogue of Life.